# Drakbåts-VM för landslag 2009
Drakbåts-VM för landslag 2009 anordnades av IDBF i Račice i Tjeckien den 26–30 augusti. Distanserna var 200 meter, 500 meter, 1 000 meter och 2 000 meter. Det tävlades enbart i 20-mannabåtar i dam-, mixed- och open-klasser på junior-, senior- och master-nivå.

## Medaljtabell
| Pl.    | Nation         | Guld | Silver | Brons | Totalt |
| ------ | -------------- | ---- | ------ | ----- | ------ |
| 1      | Kanada         | 27   | 9      | 5     | 41     |
| 2      | Slovakien      | 7    | 2      | 0     | 9      |
| 3      | Kina           | 5    | 7      | 4     | 16     |
| 4      | Singapore      | 4    | 3      | 1     | 7      |
| 5      | USA            | 3    | 7      | 9     | 19     |
| 6      | Tjeckien       | 3    | 2      | 4     | 9      |
| 7      | Filippinerna   | 2    | 1      | 0     | 3      |
| 8      | Ryssland       | 1    | 6      | 4     | 11     |
| 9      | Australien     | 1    | 2      | 4     | 7      |
| 10     | Polen          | 1    | 1      | 9     | 11     |
| 11     | Ungern         | 1    | 1      | 3     | 5      |
| 12     | Tyskland       | 0    | 12     | 8     | 20     |
| 13     | Ukraina        | 0    | 2      | 0     | 2      |
| 14     | Storbritannien | 0    | 0      | 1     | 1      |
| NP     | Nya Zeeland    | 0    | 0      | 0     | 0      |
| NP     | Macau          | 0    | 0      | 0     | 0      |
| NP     | Sverige        | 0    | 0      | 0     | 0      |
| NP     | Iran           | 0    | 0      | 0     | 0      |
| NP     | Japan          | 0    | 0      | 0     | 0      |
| NP     | Indien         | 0    | 0      | 0     | 0      |
| NP     | Sydafrika      | 0    | 0      | 0     | 0      |
| NP     | Hongkong       | 0    | 0      | 0     | 0      |
| NP     | Norge          | 0    | 0      | 0     | 0      |
| Totalt | Totalt         | 55   | 55     | 52    | 162    |

## Medaljsammanfattning

### Premier
| Klass                  | Guld         | Silver       | Brons    |
| 200m, premier herrar   | Filippinerna | Kina         | Tjeckien |
| 500m, premier herrar   | Kina         | Filippinerna | Ryssland |
| 1 000m, premier herrar | Slovakien    | Tyskland     | USA      |
| 2 000m, premier herrar | USA          | Kina         | Tjeckien |
| 200m, premier damer    | Kina         | Kanada       | USA      |
| 500m, premier damer    | Kanada       | Kina         | USA      |
| 1 000m, premier damer  | Kina         | USA          | Kanada   |
| 2 000m, premier damer  | Kanada       | USA          | Kina     |
| 200m, premier mixed    | Filippinerna | Kina         | Tyskland |
| 500m, premier mixed    | Kanada       | Tyskland     | Ryssland |
| 2 000m, premier mixed  | Ryssland     | Kina         | Tjeckien |

### Junior A
| Klass                   | Guld      | Silver    | Brons          |
| 200m, junior A herrar   | Singapore | Ryssland  | Tyskland       |
| 500m, junior A herrar   | Kanada    | Tyskland  | Ryssland       |
| 1 000m, junior A herrar | Polen     | Tyskland  | Kanada         |
| 2 000m, junior A herrar | Tjeckien  | Kanada    | Singapore      |
| 200m, junior A damer    | Kina      | Singapore | Kanada         |
| 500m, junior A damer    | Kina      | Singapore | Kanada         |
| 2 000m, junior A damer  | Tjeckien  | Singapore | Kina           |
| 200m, junior A mixed    | Singapore | Kina      | Storbritannien |
| 500m, junior A mixed    | Singapore | Tyskland  | Kina           |
| 1 000m, junior A mixed  | Singapore | Kina      | Tyskland       |
| 2 000m, junior A mixed  | Tjeckien  | Tyskland  | Kina           |

### Junior B
| Klass                   | Guld   | Silver  | Brons        |
| 200m, junior B herrar   | Kanada | USA     | Ingen utsedd |
| 500m, junior B herrar   | USA    | Kanada  | Ingen utsedd |
| 2 000m, junior B herrar | USA    | Ukraina | Ingen utsedd |

### U23
| Klass              | Guld      | Silver    | Brons  |
| 200m, U23 herrar   | Slovakien | Kanada    | Polen  |
| 500m, U23 herrar   | Slovakien | Kanada    | Polen  |
| 1 000m, U23 herrar | Slovakien | Kanada    | Polen  |
| 2 000m, U23 herrar | Slovakien | Kanada    | Polen  |
| 200m, U23 mixed    | Kanada    | Slovakien | Ungern |
| 500m, U23 mixed    | Kanada    | Slovakien | Ungern |
| 1 000m, U23 mixed  | Slovakien | Kanada    | Polen  |
| 2 000m, U23 mixed  | Slovakien | Ungern    | Kanada |

### Senior A
| Klass                   | Guld       | Silver   | Brons      |
| 200m, senior A herrar   | Kanada     | Ryssland | Australien |
| 500m, senior A herrar   | Kanada     | Ryssland | Tyskland   |
| 1 000m, senior A herrar | Kanada     | Tyskland | Polen      |
| 2 000m, senior A herrar | Ungern     | Ryssland | USA        |
| 200m, senior A damer    | Kanada     | USA      | Tyskland   |
| 500m, senior A damer    | Kanada     | Tyskland | USA        |
| 1 000m, senior A damer  | Kanada     | Tyskland | USA        |
| 2 000m, senior A damer  | Kanada     | Tyskland | Tjeckien   |
| 200m, senior A mixed    | Kanada     | Tjeckien | USA        |
| 500m, senior A mixed    | Australien | Kanada   | Tyskland   |
| 2 000m, senior A mixed  | Kanada     | Tjeckien | Ungern     |

### Senior B
| Klass                   | Guld   | Silver     | Brons      |
| 200m, senior B herrar   | Kanada | Ryssland   | Polen      |
| 500m, senior B herrar   | Kanada | Ryssland   | Polen      |
| 1 000m, senior B herrar | Kanada | Polen      | Australien |
| 2 000m, senior B herrar | Kanada | Ukraina    | Polen      |
| 200m, senior B damer    | Kanada | Australien | USA        |
| 500m, senior B damer    | Kanada | Australien | USA        |
| 2 000m, senior B damer  | Kanada | USA        | Australien |
| 200m, senior B mixed    | Kanada | Tyskland   | Australien |
| 500m, senior B mixed    | Kanada | USA        | Tyskland   |
| 1 000m, senior B mixed  | Kanada | USA        | Tyskland   |
| 2 000m, senior B mixed  | Kanada | Tyskland   | Ryssland   |